# Roos Kwakkenbos
Roos Kwakkenbos (Polsbroek, 16 oktober 1990) is een voormalig Nederlandse voetbalster en voetbaltrainer. Kwakkenbos is hoofdcoach van de Nederlandse voetbalelftallen onder 19 en onder 20.

## Clubcarrière
Kwakkenbos begon haar voetbalcarrière bij amateurvoetbalclub SPV '81. Van 2007 tot 2010 kwam ze uit voor FC Utrecht. Vanwege een blessure aan haar knie moest ze gedwongen een punt achter haar voetbalcarrière zetten. Ondanks haar blessure rondde zij de Academie Lichamelijke Opvoeding af in Amsterdam. Ze bleef actief in de voetbalwereld.

## Interlandcarrière
Kwakkenbos maakte op 1 oktober 2007 op 16-jarige leeftijd haar debuut voor het Nederlands elftal in de oefenwedstrijd tegen Frankrijk die met 1-4 verloren werd. Ze speelde ook mee in de wedstrijd om de Cyprus Cup tegen de Verenigde Staten onder 21, maar dit telde niet als een officiële interland. In totaal speelde ze drie interlands voor het Nederlands elftal.
| Nr | Datum          | Locatie                             | Thuisploeg | Uitploeg  | Uitslag | Dp. | Kader             |
| -- | -------------- | ----------------------------------- | ---------- | --------- | ------- | --- | ----------------- |
| 1. | 1 oktober 2007 | Mitsubishi Forklift-Stadion, Almere | Nederland  | Frankrijk | 1-4     | 0   | Vriendschappelijk |
| 2. | 23 april 2008  | Patrostadion, Maasmechelen          | België     | Nederland | 2-2     | 0   | EK-kwalificatie   |
| 3. | 4 mei 2008     | Univé Stadion, Emmen                | Nederland  | China     | 2-2     | 0   | Vriendschappelijk |

## Trainerscarrière
Kwakkenbos behaalde op 28 mei 2019 haar UEFA A trainersdiploma. Vanaf medio 2018 werkt Kwakkenbos bij de KNVB als bondscoach meisjes onder 16 en assistent-trainer van vrouwen onder 19 jaar. Later vervulde Kwakkenbos andere functies binnen de voetbalbond. Zo was zij hoofdcoach van het elftal onder 19 dat de halve finale haalde op de Europese kampioenschappen van 2023. Een jaar later was ze hoofdcoach van het onder 20-elftal dat deelnam aan de Wereldkampioenschap onder-20 in Colombia. Op 24 juni 2025 werd bekend dat Kwakkenbos als assistent van bondscoach Arjan Veurink aan de slag zou gaan bij het Nederlands vrouwenelftal.